# Черносвитов, Лев Владимирович
Черносвитов, Лев Владимирович (1902—1945) — учёный-зоолог, участник белого движения, яркий представитель русской эмиграции, представитель старинного дворянского рода Черносвитовых. Специализировался на изучении малощетинковых червей.

## Биография
В 17 лет вступил в Добровольческую армию. После эвакуации Врангеленской армии в Константинополь в 1920м, работал грузчиком, разносчиком молока, денщиком у английского офицера.
С 1921 года в Чехословакии. Окончил естественный факультет Пражского (Карлова) университета. Научный руководитель М. М. Новиков. Доктор естественных наук (1926/27). Участник пражского зоологического семинара. Ассистент Карлова университета. Участвовал в работе Русского Народного Университера.
В 1931 году переехал в Аргентину, в 1933 вернулся в Прагу, затем перебрался в Англию.
Перед второй мировой войной начал работать в Британском музее естественной истории.
Во время Второй мировой войны работал в Славянском отделе BBC.
Скоропостижно умер в возрасте 43 лет, похоронен на Бромптонском кладбище в Лондоне. В некоторых источниках дата смерти ошибочно указывается как 15 февраля, но в то время ему было 42 года, а наиболее заслуживающий доверия источник - заметка в журнале Nature.

## Научная деятельность
Зоолог-систематик, основная группа организмов, которую исследовал - малощетинковые черви (олигохеты).
Описал несколько десятков родов и видов, в том числе дождевых червей.
Семейство энхитреиды (4 новых рода):
Grania Southern, 1913
Udekemiana Cernosvitov, 1931
Stephensoniella Cernosvitov, 1934
Stevensoniella Cernosvitov, 1934
Виды отряда Oligochaeta (более 40 видов и подвидов):
Enchytraeus cordioiles Černosvitov, 1942
Michaelseniella helenae Černosvitov, 1937
Slavina isochaeta Černosvitov, 1939
Marionina southerni (Černosvitov, 1937)
Stuhlmannia jeanneli Černosvitov, 1938
Meroscolex guianicus Černosvitov, 1934
Eminoscolex crassus Černosvitov, 1938
В честь него названо несколько видов живых организмов:
Cernosvitovia Omodeo, 1956
Helodrilus cernosvitovinus (Zicsi,1967)
Автор работы «Философия и мировоззрение Ивана Петровича Павлова»
Знал десять языков. Член Лондонского Линнеевского общества.

## Семья
Мать — Черносвитова Мария Васильевна (1875-07-13, Чернигов — 1970-03-09, Нью-Йорк, США), урождённая Хижнякова. Музыкант, певица, литератор, общественный деятель русской эмиграции в Праге, Париже и США.
Отец — Владимир Николаевич Черносвитов (1873-03-11 — 1931), работал в Правлении Московско-Казанской железной дороги, коллежский секретарь, присяжный поверенный (адвокат), член правления Тульского общества естествознания.
Дед (по отцу) — Николай Петрович Черносвитов (1848—1908), член Веневского уездного земского собрания.
Дед (по матери) — Василий Михайлович Хижняков (1842—1917), преподаватель-филолог, городской голова Чернигова.
Брат — Борис Владимирович Черносвитов (1900-03-13—1953), химик
Дочь — Александра
Сын — Лев, энтомолог

## Публикации
В вышедшей в Белграде в 1941 году сборнике библиографии трудов русских учёных за границей было указано 40 его работ на 4 языках.
- Černosvitov L. Die Oligochaetenfauna der Karpathen // Zoologische Jahrbücher Abteilung für Systematik, Ökologie und Geographie der Tiere. — 1928. — Т. 55. — С. 1-28.
- Černosvitov L., Evans A. C. Lumbricidae // Linn. Soc. London, Syn. Brit. Fauna. — 1947. — № 6. — С. 136.